# 鱗䗩
鱗为裂螺科邊罅螺屬下的一个种。

## 分佈
見於台灣的東北角、綠島及、中國大陸、日本、夏威夷:38及基里巴斯。

## 外部連結
- 維基物種上的相關：鱗䗩